# Kriel (Gemeinde)
Kriel war bis 1888 eine  Gemeinde im Landkreis Köln in der preußischen Rheinprovinz. Das ehemalige Gemeindegebiet umfasste im Wesentlichen die heutigen Kölner Stadtteile Braunsfeld, Lindenthal und Sülz.

## Geschichte

Kriel und Lind, nach einer Karte von Tranchot am Anfang des 19. Jahrhunderts in der Mairie Efferen

Im 19. Jahrhundert gehörte Kriel neben den Gemeinden Efferen und Stotzheim zur Bürgermeisterei Efferen im Landkreis Köln. Zur Gemeinde Kriel gehörten neben dem namensgebenden Kirchort Kriel auch die Orte Braunsfeld, Lind und Sülz sowie die Wohnplätze Deckstein, Falkenburg, Kitschburg, Lindenburg und Neuenhof.
1846 entstand auf Krieler Gemeindegebiet die Wohnkolonie Lindenthal. Dank ihrer Nähe zur Kölner Innenstadt hatte sie wenige Jahre nach ihrer Gründung bereits deutlich mehr Einwohner als der Kernort Kriel. Zu einem weiteren Bevölkerungsschwerpunkt der Gemeinde entwickelte sich das eher industriell geprägte Sülz.
Das Amtshaus der Bürgermeisterei Efferen wurde 1864 in die an der Ecke Krieler Straße, Falkenburgstraße stehende Falkenburg verlegt. Bei der letzten Volkszählung vor der Eingemeindung wurden 1885 die folgenden Einwohnerzahlen festgestellt:
| Lindenthal     | 2.758 |
| Sülz           | 2.495 |
| Braunsfeld     | 643   |
| Lind           | 356   |
| Lindenburg     | 206   |
| Kriel          | 126   |
| Deckstein      | 37    |
| Neuenhof       | 19    |
| Kitschburg     | 5     |
| Falkenburg     | 4     |
| Gemeinde Kriel | 6.649 |

Im Zuge der „Zweiten Grenzveränderung der ersten Eingemeindungsaktion zugunsten der Stadt Köln“ wurde die gesamte Landgemeinde Kriel zum 1. April 1888 zusammen mit weiteren Kölner Vororten nach Köln eingemeindet. Aus ihrem Gebiet entstanden die neuen Kölner Stadtteile Braunsfeld, Lindenthal und Sülz.
Der Ortsname Kriel wird heute im täglichen Leben nicht mehr für einen Stadtteil verwendet, lebt aber im Volksmund als Krieler Veedel sowie im Namen der Krieler Straße und in der Bezeichnung Krieler Dömchen weiter. Auch eine ortsansässige Filiale der Sparkasse KölnBonn firmierte unter der Bezeichnung Filiale Kriel.
Die ehemalige Gemeinde Kriel bildet außerdem bis heute die amtliche Gemarkung Kriel innerhalb der Stadt Köln, für die ein eigenes Grundbuch geführt wird.